# Ловец (Шуменская область)
Ловец (болг. Ловец) — село в Болгарии. Находится в Шуменской области, входит в общину Вырбица. Население составляет 411 человек.

## Политическая ситуация
В местном кметстве Ловец, в состав которого входит Ловец, должность кмета (старосты) исполняет Себахтин Али Мехмед (Движение за права и свободы (ДПС)) по результатам выборов правления кметства.
Кмет (мэр) общины Вырбица — Исмаил Мехмед Мехмед Движение за права и свободы (ДПС)) по результатам выборов в правление общины.